# (27760) 1991 RB7
(27760) 1991 RB7 là một tiểu hành tinh vành đai chính. Nó được phát hiện bởi Robert H. McNaught ở Đài thiên văn Siding Spring ở Coonabarabran, New South Wales, Australia, ngày 2 tháng 9 năm 1991.